# Azoxy

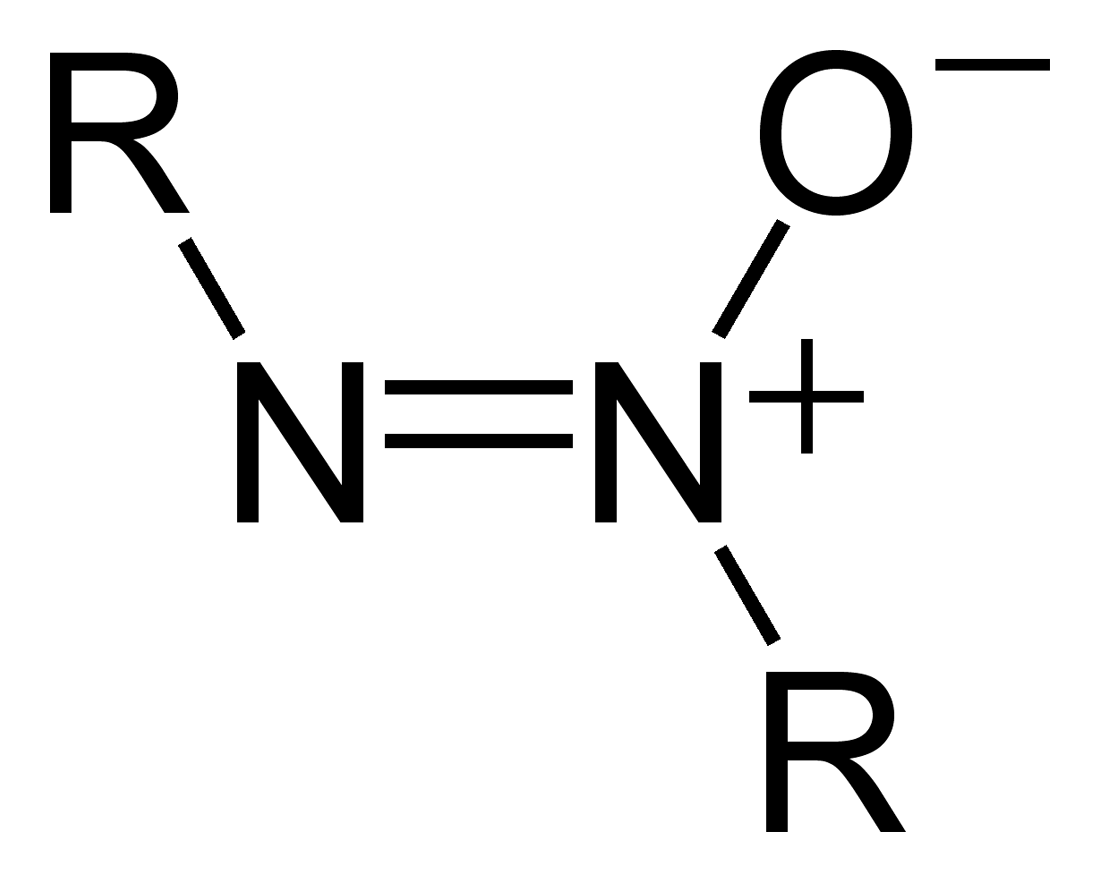
La structure du groupe fonctionnel azoxy, où R est un substituant.

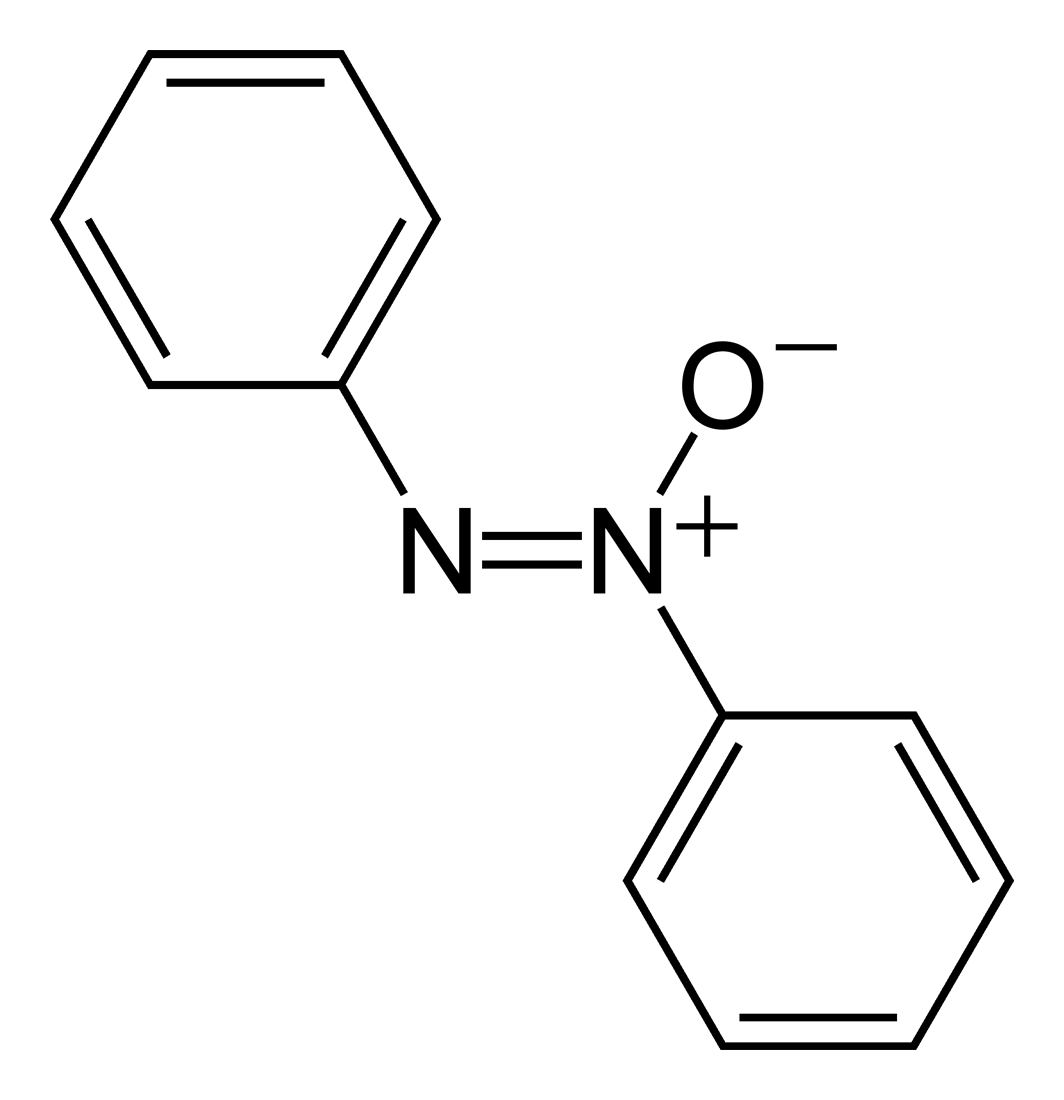
Azoxybenzène (diphényldiazène oxyde), un exemple de composé azoxy.

Les composés azoxy sont le groupe de composés organiques portant le groupe fonctionnel de structure générale RN=N+(O−)R. Ils sont considérés comme les amines-oxydes des composés azo. Les azoxy sont des dipoles 1,3. Ils donnent des cycloadditions 1,3-dipolaires sur les doubles liaisons.
Les composés azoxy sont suspectés d'être génotoxiques.